# Crowley County
Crowley County je okres ve státě Colorado v USA. K roku 2000 zde žilo 5 518 obyvatel. Správním městem okresu je Ordway. Celková rozloha okresu činí 2 073 km².